# نبردناو پلایو
نبردناو پلایو (به انگلیسی: Spanish battleship Pelayo) یک کشتی بود که طول آن ۳۳۴ فوت ۸ اینچ (۱۰۲٫۰۱ متر) بود. این کشتی در سال ۱۸۸۷ ساخته شد.